# ノースアンナ原子力発電所
ノースアンナ原子力発電所（ノースアンナげんしりょくはつでんしょ、英:North Anna Nuclear Generating Station）とは、アメリカ合衆国バージニア州ルイーザ郡で操業している原子力発電所である。原子炉形式はウェスチングハウス社製の加圧水型原子炉。日本語では「ノースアナ原子力発電所」とも表記される。
運営者は、ドミニオン・バージニア州電力公社及び、オールドドミニオン電気協同組合である。

## 概要
ノースアンナ原子力発電所は、人工湖を持つ発電所として開設された。これは原子炉2次冷却水を冷却するために使うためである。人工湖にはノースアンナ川から水が引かれて常に貯められている。近年の調査では人工湖は自然環境に影響を及ぼしていないと示唆されている。

## 発電設備
2003年3月に、運転免許の20年延長が認められた。
|        | 号機 | 原子炉形式                   | 運転開始 | 定格出力(kW) | 運転終了            |                                                                             |
| ------ | ---- | ---------------------------- | -------- | ------------ | ------------------- | --------------------------------------------------------------------------- |
| 操業中 | 1    | 加圧水型原子炉               | 1978年   | 97万1千      | 2038年4月1日 (予定) | 操業中の原子炉の耐震性は マグニチュード6･2まで耐えられる 設計になっている。 |
| 操業中 | 2    | 加圧水型原子炉               | 1980年   | 96万3千      | 2040年8月21日(予定) | 操業中の原子炉の耐震性は マグニチュード6･2まで耐えられる 設計になっている。 |
| 計画中 | 3    | 高経済性単純化沸騰水型原子炉 | ?(予定)  | 153.5万      | -                   | -                                                                           |

## 主な事故
- 1987年に、1次冷却水と2次冷却水との熱を交換する蒸気発生器において伝熱管が完全に破断する事故。ノースアンナ原子力発電所事故として知られる。破断及び損傷で当初から想定されていなかった量の冷却水喪失で緊急炉心冷却装置が作動。事故レベル2。この事故以後、アメリカでの原子力規制が一層強化される。
- 2011年のバージニア地震により、外部電源を喪失し、原子炉2基が自動停止した。緊急用のディーゼル電源で原子炉の冷却を継続した[3]。途中一機のディーゼル発電機がトラブルにより停止し交換されたが、交流電源は喪失した当日中に復旧した。非常事態を示す4段階の水準のうち、下から2番目に当たる「警戒」レベルに引き上げられた。ノースカロライナ州やニュージャージー州にある原子力発電所でも揺れたが、正常運転を続け、影響は無かった[4]。